# Erfurts domkyrka
Erfurts domkyrka (tyska: Erfurter Dom, Hohe Domkirche St. Marien zu Erfurt), även kallad Sankta Marias domkyrka, är en romersk-katolsk domkyrka i Erfurt i Tyskland. Domkyrkan är den största och äldsta byggnaden i Erfurt. I tornet hänger kyrkklockan Gloriosa som är den största frisvingande medeltida kyrkklockan i världen. Martin Luther prästvigdes här den 3 april 1507.
Domkyrkan är belägen intill Severikyrkan. 

## Historia
På platsen där domkyrkan står har tidigare flera kristna byggnader stått. 752 uppfördes en kyrka på platsen av Bonifatius av Mainz. I mitten av 1100-talet användes grunderna för kyrkan till en romansk basilika. Kullen som domkyrkan står på förstorades under 1300-talet för att ge plats åt Sankta Marias domkyrka.

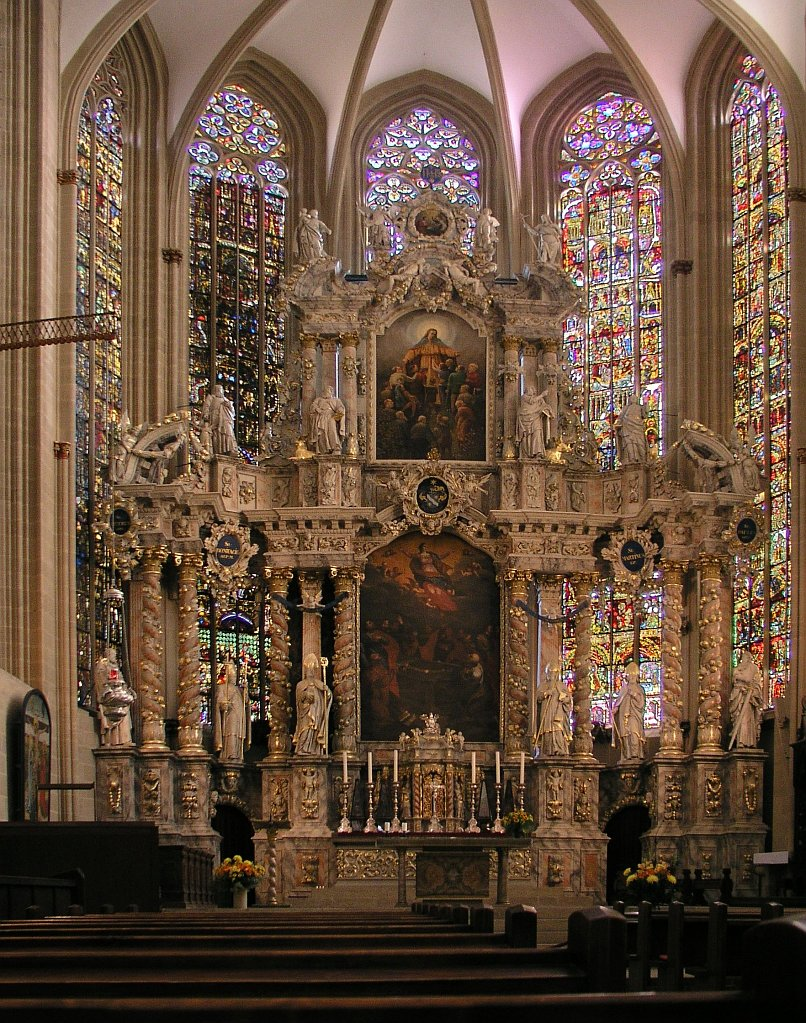
Högaltaret.

1184 ägde Latrinolyckan i Erfurt rum när kung Henrik VI höll hov. Byggnadens golv kollapsade och flera adelsmän föll ner i latrinavloppet under bottenvåningen.
Under andra världskriget träffades inte domkyrkan av några direkta bombanfall, men delar av kyrkan skadades dock av detonationer i närheten. Tornet träffades av granater, vilket reparerades mellan 1949 och 1951.
1965 påbörjades ett omfattande restaureringsarbete.

## Interiör
Högaltaret mäter 16,5 meter i höjd och tillverkades mellan 1697 och 1707 av Johann Andreas Gröber. Det genomgick en restaurering under början av 2000-talet.
Korstolarna i domkyrkan har 89 sittplatser. 1329 avverkades virket för byggnationen av korstolarna. 

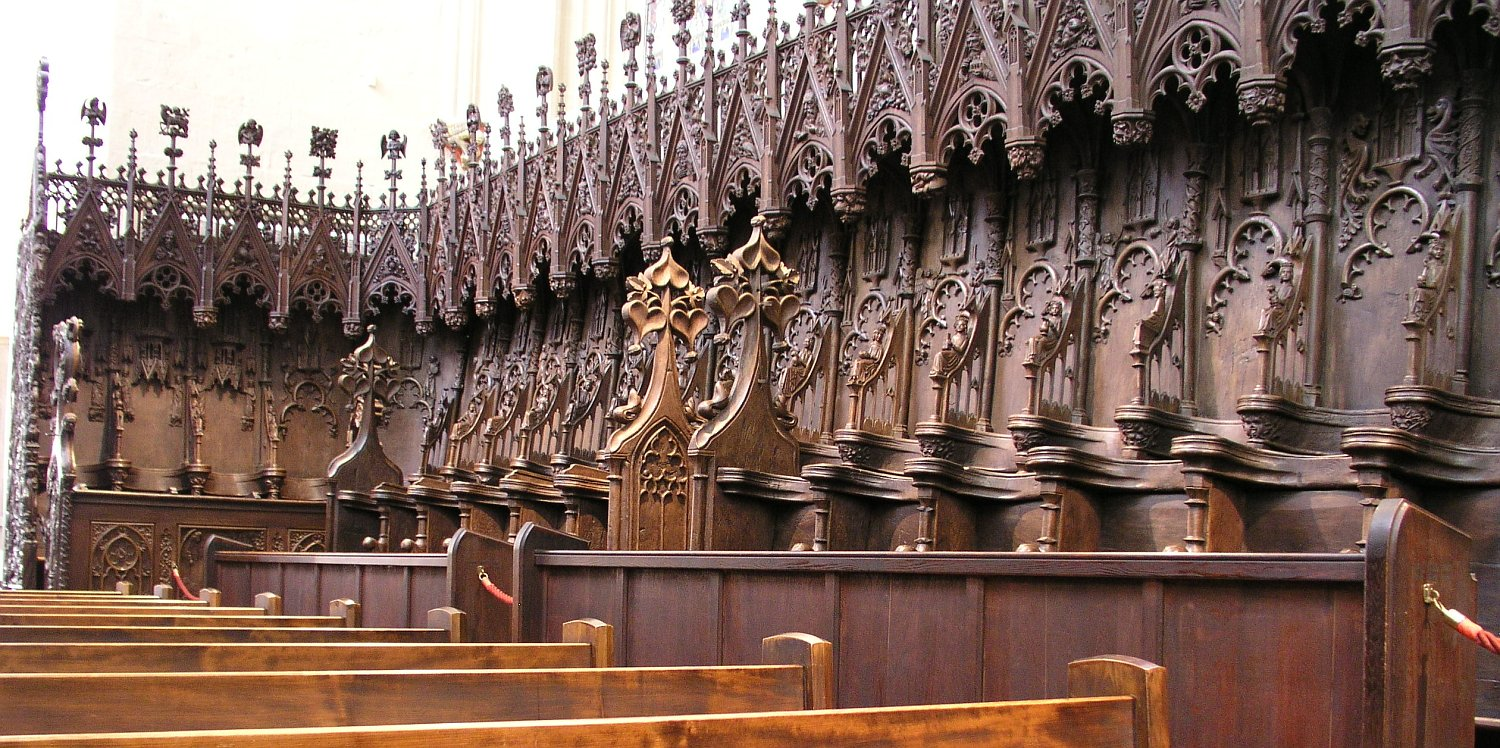
Korstolarna.

Domkyrkan har flera olika orglar. Huvudorgeln tillverkades 1992 i Potsdam, med 62 register tre manualer och pedal. Kororgeln invigdes 1963, med 29 register, två manualer och pedal.

## Kyrkklockor
Domkyrkan har totalt 14 kyrkklockor. 
Tabell över domkyrkans klockor:
| Namn              | Gjutningsår | Gjutare                           | Diameter (cm) | Vikt (kg) |
| ----------------- | ----------- | --------------------------------- | ------------- | --------- |
| Gloriosa          | 1497        | Gerhard van Wou                   | 256           | 11 450    |
| Dreifaltigkeit    | 1721        | Nicolaus Jonas Sorber             | 194           | 4 900     |
| Joseph            | 1961        | Glockengießerei Schilling, Apolda | 184           | 4 600     |
| Andreas           | 1961        | Glockengießerei Schilling, Apolda | 154           | 2 600     |
| Christophorus     | 1961        | Glockengießerei Schilling, Apolda | 136           | 1 900     |
| Johannes döparen  | 1720        | Nicolaus Jonas Sorber             | 119           | 1 000     |
| Cosmas och Damian | 1625        | Jakob König, Erfurt               | 75            | 200       |
| Cantabona         | 1492        | Hans Sinderam                     | 65            | 300       |
| Engelchen         | omkr. 1475  | Claus von Mühlhausen, Erfurt      | 55            | 125       |
| Namenlose         | 1475        | Mäster Peter                      | 50            | 75        |
| Wandlungsglocke   | 1961        | Glockengießerei Schilling, Apolda | 55            | 100       |
| Paulusglocke      | 2009        | Br. Michael Reuter, Maria Laach   | 39            | 42        |
| Martha            | 1961        | Glockengießerei Schilling, Apolda |               |           |
| Elisabeth         | 1961        | Glockengießerei Schilling, Apolda |               |           |